# Mastdarm

Schematischer Aufbau des Rektums (Ansicht von ventral)

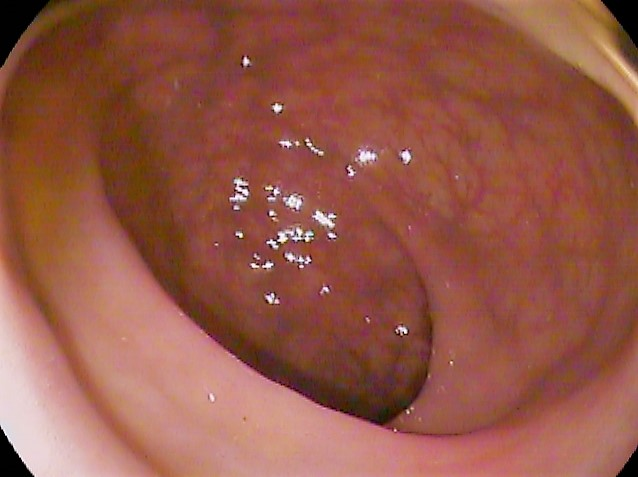
Mastdarm, endoskopische Ansicht

Der Mastdarm, norddeutsch auch Schlackdarm, lateinisch intestinum rectum ‚gerader Darm‘ und hieraus eingedeutscht Rektum (Adjektiv rektal), ist ein Teil des Enddarms und damit des Dickdarms und dient der Zwischenspeicherung des Kots, d. h. der unverdaulichen und unverträglichen Nahrungsreste. Durch den Defäkationsreflex wird er über den After (lateinisch-fachsprachlich: der Anus) entleert. Der Mastdarm selbst besitzt keine Schmerzrezeptoren, wohl aber seine Schließmuskeln.

## Wortherkunft
Das alt- und mittelhochdeutsche Wort arsdarm („Arschdarm“) wurde spätmittelhoch durch den verhüllenden Ausdruck masdarm ersetzt und wurde über frühneuhochdeutsch maßdarm (von mittelhochdeutsch maz „Speise“) neuhochdeutsch zu Mastdarm.

## Anatomie und Physiologie

Der menschliche Dickdarm:
1. Aufsteigendes Kolon (Colon ascendens)
2. Querkolon (Colon transversum)
3. Absteigendes Kolon (Colon descendens)
4. Sigma (Colon sigmoideum)
5. End- oder Mastdarm (Rectum), kein Teil des Kolons

Schema des menschlichen Verdauungstraktes

Das Rektum ist beim Menschen etwa 15–18 cm lang. Die Länge variiert von Person zu Person und auch je nach Messmethode. Die untersten 4 cm sind aber bereits dem Anus zuzurechnen. Die Unterscheidung erfolgt hier anhand des Durchstoßens des Beckenbodens. Zudem ist das Ende des Analkanals bereits mit einem mehrschichtigen Plattenepithel ausgekleidet und nicht mehr mit einer Darmschleimhaut. Mit dem After zusammen bildet der Mastdarm das Anorektum.
In der Krebsbehandlung wird das Rektum in drei Abschnitte unterteilt aufgrund der Konsequenzen für die Behandlung (hier nach UICC):
- Unteres Drittel: 0–6 cm
- Mittleres Drittel: 6–12 cm
- Oberes Drittel: 12–16 cm

Seine Lage im Körper ist im sogenannten kleinen Becken zwischen der Harnblase (beim Mann zusätzlich noch der Prostata, bei der Frau noch der Gebärmutter und der Vagina) und dem Kreuzbein. Das den Mastdarm umgebende Bindegewebe wird als Paraproktium (Paraproctium) bezeichnet. In ihm verlaufen Nerven und Blutgefäße.
Charakteristischerweise verlieren sich beim Übergang vom Sigmoid zum Rectum die typischen Kennzeichen des Colons, nämlich die Appendices epiploicae, Haustren, Taenien sowie die Plicae semilunares. Statt der Plicae semilunares gibt es im Mastdarm drei Falten, von denen die mittlere auch als Kohlrausch-Falte bezeichnet wird und gerade noch anal tastbar ist. Sie ist per definitionem zugleich der Anfang der Ampulla recti, die sich nach aboral bis zum Übergang (Junctio anorectalis) in den Analkanal (Canalis rectalis) fortsetzt.
Der Mastdarm zeigt histologisch den typischen Aufbau eines häutig-muskulösen Schlauches. Der Darmschleimhaut folgt nach außen eine Muskelschicht (Tunica muscularis) aus glatter Muskulatur, welche aus einer inneren Ring- (Stratum circulare) und einer äußeren Längsmuskelschicht (Stratum longitudinale) besteht. Den äußeren Abschluss der Mastdarmwand bildet eine Tunica serosa. Aus der Längsmuskelschicht des Mastdarms strahlen Faserzüge an die Steißbeinwirbel (Musculus rectococcygeus) und die Harnblase (Musculus rectovesicalis).

### Schließmuskel
Die untere Begrenzung des Mastdarms bilden ein innerer und ein äußerer Schließmuskel (Musculi sphincteres ani internus et externus). Der innere Schließmuskel besteht aus glatter Muskulatur und kann damit nicht willkürlich beeinflusst werden. Der äußere Schließmuskel besteht aus quergestreifter Muskulatur, die willkürlich angespannt bzw. entspannt werden kann. Beide Schließmuskeln wirken über den Defäkationsreflex zusammen und regulieren damit den Stuhlgang. Ein weiterer wichtiger Schließmuskel ist der Musculus puborectalis, der eine Schlinge um den Mastdarm bildet und diesen nach ventral zieht.

### Blutgefäßversorgung
Die arterielle Versorgung des Mastdarms erfolgt über die Arteria rectalis superior, Arteria rectalis media und Arteria rectalis inferior. Die Arteria rectalis superior, ein Ast der Arteria mesenterica inferior, teilt sich in Höhe des zweiten Kreuzwirbels in zwei auf jeder Seite des Mastdarms absteigende Äste. Der rechte Ast teilt sich noch einmal, so dass drei Äste die Versorgung des oberen Mastdarms übernehmen. Diese Äste anastomosieren mit denen der Arteria rectalis media (aus der Arteria iliaca interna) und der Arteria rectalis inferior (aus der Arteria pudenda interna). Die Arteria rectalis media versorgt den mittleren, die Arteria rectalis inferior den unteren Mastdarmabschnitt.
Die entsprechenden Venen weisen einen unterschiedlichen Abfluss auf. Während die Vena rectalis superior in die Pfortader mündet, fließt das Blut der Venae rectales mediae und der Vena rectalis inferior über die Venae iliacae in die Vena cava inferior ab. Dies hat eine Bedeutung bei der hämatogenen Verbreitung von Metastasen von Mastdarmtumoren. Da die unteren Etagen nicht über die Pfortader abfließen, gelangen in den Mastdarm eingeführte Medikamente (häufig in Form von Zäpfchen) unter Umgehung der Leber direkt in das Blut.

### Funktion
Die grundsätzliche Aufgabe des Enddarms, wie aller Dickdarmanteile, ist es, dem Speisebrei Flüssigkeit zu entziehen. Sie hat Bedeutung für das Kothaltevermögen (Kontinenz, Stuhlkontinenz).

## Erkrankungen
Entzündungen (Proktitis) und Geschwüre des Mastdarms können infektiös oder in Zusammenhang mit einer Colitis ulcerosa auftreten. Krankhafte Verbindungen zu benachbarten Organen werden als Fisteln bezeichnet. Der Mastdarmkrebs ist der häufigste Tumor des Mastdarms. Darüber hinaus kann es zu Verengungen, Aussackungen (Rektumdivertikel), zum Vorfall (lateinisch Prolapsus ani et recti) des gesamten Organs (Rektumprolaps oder Mastdarmvorfall), zu Blutungen oder traumatischen Verletzungen kommen.